# Tsoene Mamokoai
Tsoene Mamokoai es una deportista lesotense que compitió en taekwondo. Ganó una medalla de bronce en el Campeonato Africano de Taekwondo de 2003, en la categoría de –67 kg.

## Palmarés internacional
| Campeonato Africano | Campeonato Africano | Campeonato Africano | Campeonato Africano |
| Año                 | Lugar               | Medalla             | Categoría           |
| ------------------- | ------------------- | ------------------- | ------------------- |
| 2003                | Abuya (Nigeria)     | Medalla de bronce   | –67 kg              |